# Eurycea chisholmensis
Eurycea chishomensis — вид земноводних з роду Струмкова саламандра родини Безлегеневі саламандри.

## Розповсюдження
Вид мешкає лише у кількох джерелах, що живлять річку Саладо у штаті Техас, США.